# Stefan Szczesny
Stefan Szczesny (Múnich, Alemania, 9 de abril de 1951) es un artista alemán que adquirió fama internacional en los años 80 como representante y protagonista del movimiento pictórico alemán de los Neue Wilden (Nuevos salvajes).

## Biografía

### Infancia y formación
Stefan Szczesny, hijo de la dramaturga Martha Meuffels y del escritor y filósofo Gerhard Szczesny, nació el 9 de abril de 1951 en Múnich (Alemania).
De joven, prefiere alejarse del carácter más bien sobrio y analítico de su hogar familiar, para dedicarse a la música y a la pintura. Fue, sobre todo, el filósofo Ludwig Marcuse, un amigo de su padre, quien le brinda apoyo para concretizar su proyecto de ser artista.
Una vez finalizado el secundario, de 1967 a 1969, estudia en una escuela privada de artes libres y aplicadas en Múnich; luego, retoma estudios artísticos en la Academia de Bellas Artes de Múnich, así como de historia del arte y de filosofía en la universidad de Múnich. Durante sus estudios, Stefan Szczesny trabaja como ilustrador arqueológico y como crítico de arte para el periódico Abendzeitung de Múnich.

### Sus inicios
Influenciado por su maestro Günther Fruhtrunk, Szczesny se orienta primero hacia la pintura abstracta. Estudia, entre otras obras, las de Piet Mondrian, Barnett Newman y Ad Reinhardt. Su beca de estudios del DAAD y su estadía en París entre 1975 y 1976 van marcando poco a poco el regreso de Szczesny a la pintura figurativa. Esta evolución se va consolidando gracias al tiempo que Szczesny pasa en la Villa Romana en Florencia, donde estudia el Renacimiento italiano.
Para Szczesny, volver a la pintura figurativa representa la aplicación de un arte “que busca un vínculo con la vida”. En 1985 Szczesny explica que “no es lo mismo, si cuando pintamos pensamos en esferas, conos y cilindros o en una hermosa mujer. El material de partida, la asociación figurativa, ya se trate de un ser humano o de un paisaje, son muy importantes para no caer en el formalismo”.
En 1974 se casó con Mechthild Moldenhauer. En 1975, mientras reside en París becado por el DAAD, nace David, su primer hijo. En 1979 nace su hija Sarah.

### Rundschau Deutschland y su ascenso dentro de los “nuevos fauves”
En 1981, Szczesny se instala en Colonia y, junto con el artista danés Troels Wörsel, organiza la exposición “Rundschau Deutschland” que presenta primero en Múnich, y luego, dentro del marco de la “Westkunst” en Colonia, bajo la dirección de Kasper König.
Las obras que se exponen provienen de una generación de jóvenes pintores figurativos que serán llamados más tarde «Los nuevos fauves» y que se caracterizaban por un estilo muy expresivo e impulsivo. Aunque los cuadros, muy coloridos y con una técnica que poco se preocupa de sutilezas, a veces agreden y se enfrentan a críticas, presentan un interés histórico y artístico, y llaman mucho la atención de los jóvenes pintores. La obra «Hunger nach Bildern» (El hambre de pintura) de Wolfgang Max Faust y Gerd de Vries publicada poco tiempo después, documenta este interés por el nuevo arte figurativo.
Szczesny, galardonado con el premio de Roma de la «Preußische Akademie der Künste», vive en 1982 y 1983 en la Villa Massimo de Roma y se dedica a la antigüedad romana. Crea una serie de «lienzos romanos» que darán origen en 1984, a la exposición de cinco lienzos de gran formato, inspirados de las Metamorfosis de Ovidio en la «Glyptothek» de Múnich.
De 1984 a 1988, Szczesny ocupa el puesto de editor del periódico «Malerei. Painting. Peinture». En 1988, el «Landesmuseum» de Bonn, bajo la dirección de Klaus Honnef, presenta la primera retrospectiva de las obras de Szczesny. En 1989, Szczesny, esta vez como editor, publica la obra «Maler über Malerei» en la que compila los testimonios de diferentes pintores figurativos contemporáneos sobre sus propias prácticas de la pintura (en forma de ensayos y conversaciones).
En 1978, y más tarde en 1989, nacen sus hijos Román y Aurel.

### El Caribe, Nueva York y el sur de Francia, la «Szczesny Factory» y los primeros proyectos de arquitectura
Szczesny pasa varias temporadas en el Mediterráneo en los años 1980, y luego, por primera vez, vive cierto tiempo en el Caribe en 1990, hecho que más tarde se verá plasmado en su obra, como lo demuestran las series de lienzo «Jamaica» o «Mosquito». También crea importantes obras en la Isla Santa Lucía.

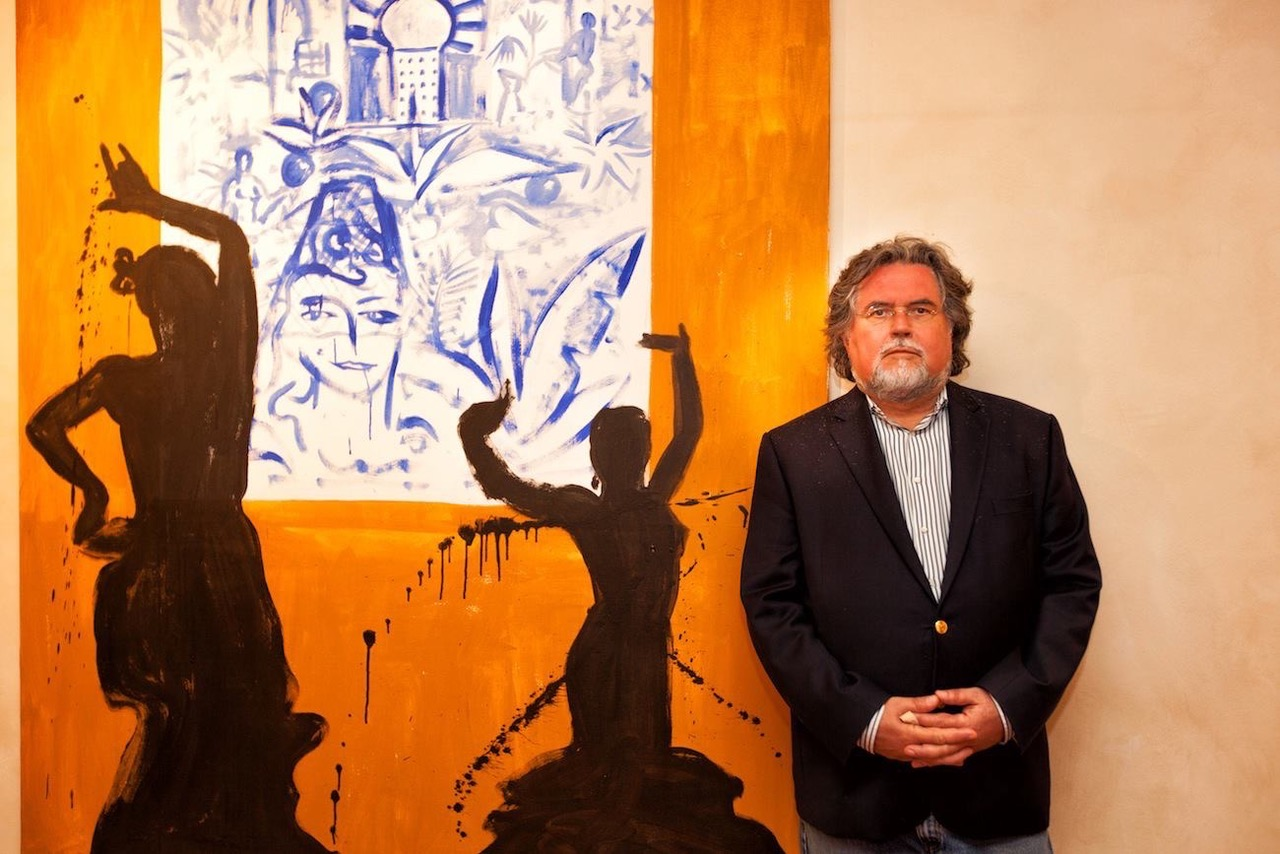
Stefan Szczesny en el Museo de Arte Contemporáneo de Sevilla

 En los años 1991 y 1992, Szczesny también se dedica al teatro. Después de haber dado sus primeros pasos en los años 1980, con los decorados para una puesta en escena de «Fausto» en Múnich, Szczesny realiza la decoración artística de la puesta en escena de la ópera «Dunkles Haus» de Robert HP Platz en la Ópera de Múnich, y más tarde, la de «Kabale und Liebe» de Schiller, producido por Gert Pfafferodt.
En 1994, Szczesny se instala en un taller de Nueva York en donde conoce a su segunda esposa, Eva Klein y en donde reside la mayoría de tiempo hasta el 2001. Pero ya durante esos años, el Mediterráneo es el lugar predilecto del artista. Después de haber pasado cierto tiempo en Sicilia con Elvira Bach para participar al proyecto artístico Fiunara d’Arte en 1993, a partir de la segunda mitad de los años 90, pasa la mayoría de los veranos en Ramatuelle, en donde crea numerosos lienzos al aire libre.
En 1996, la experiencia que vivió en la escena artística neoyorquina lo incita a crear la «Szczesny Factory», sociedad con fines comerciales que incluye su propia editorial. Aunque al principio la Szczesny Factory fue fundada en Colonia, al mismo tiempo, tiene su sede en Berlín. A través de la «Factory» el artista puede realizar grandes proyectos artísticos en colaboración con otras sociedades.
Durante esta época Szczesny se concentra en proyectos de tipo arquitectónicos. Ya en 1985 Szczesny explica: “no basta con instalar sus obras en los museos modernos de hoy; la arquitectura y la pintura deben nuevamente formar una unidad”. Sus modelos son los grandes artistas del Renacimiento que no son solamente pintores y escultores, pero también arquitectos. El primer proyecto de este tipo fue la realización de un gran fresco de techo en el «Lindencorso» de Berlín. A partir de 1998, comienza la realización artística del hotel Bahía en Estepona.
En 1999, después de haber pasado varias temporadas en la Isla Mosquito en el Caribe, se casa allí mismo con Eva Klein con la que tiene dos hijos, Félix (en 1997) y Antón (en el 2000).

### Exposición universal en Hannover: The Living Planet
En el año 2000, Szczesny crea, a pedido de la WWF, un «Mapa del mundo de la vida» compuesto de cuadros murales de cerámica de gran formato para la Exposición Universal 2000 en Hannover. El tema elegido es un estudio de la lista de la WWF «Global 200» de las regiones ecológicas que se deben proteger. El proyecto incluye 12 cuadros de cerámica de 330 x 830 cm de dimensión, y que rodean el pabellón de la WWF como si fuera un escudo.

### Vida y obra en Saint-Tropez

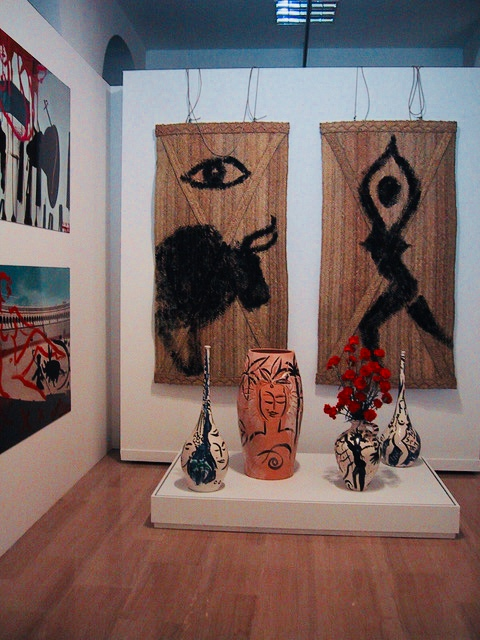
Museo de Arte Contemporáneo de Sevilla, Stefan Szczesny

En el 2001, Szczesny se instala con su familia en Saint-Tropez en donde aún sigue viviendo el día de hoy. Después de haber vivido y trabajado un año en Sevilla entre 2001 y 2002, la producción Curt Faudon presenta por la primera vez en el festival de cine de Cannes, la película «Szczesny – The film» que traza la vida y obra de Szczesny. 
Durante esta época, sigue realizando proyectos arquitectónicos como la creación artística dentro de importantes proyectos de construcción en el sur de Francia. Después de dos años de trabajo preliminar, realiza un proyecto artístico bajo el título «Un sueño de paraíso terrenal» que transforma la Isla de Mainau, en una obra de arte global. Esta obra de arte incluye cerámicas, esculturas y cuadros en arreglos florales y un dirigible de tipo Zeppelin NT en el que se observan desnudos femeninos de Szczesny.
Durante estos años, las esculturas de acero llamadas «esculturas de sombra» y durante el periodo de 2008 a 2013, una serie de «lienzos dorados» de gran formato creada en homenaje a Lucas Cranach el Viejo, y presentada en 2013 en una exposición en el castillo de Sigmaringen; son los principales ejes de su arte. Szczesny vuelve entonces a una pintura de gran formato que puede realizar fácilmente a partir de ese entonces después de haber construido su nuevo taller en el 2011.

### Szczesny y el Jaguar Art Project

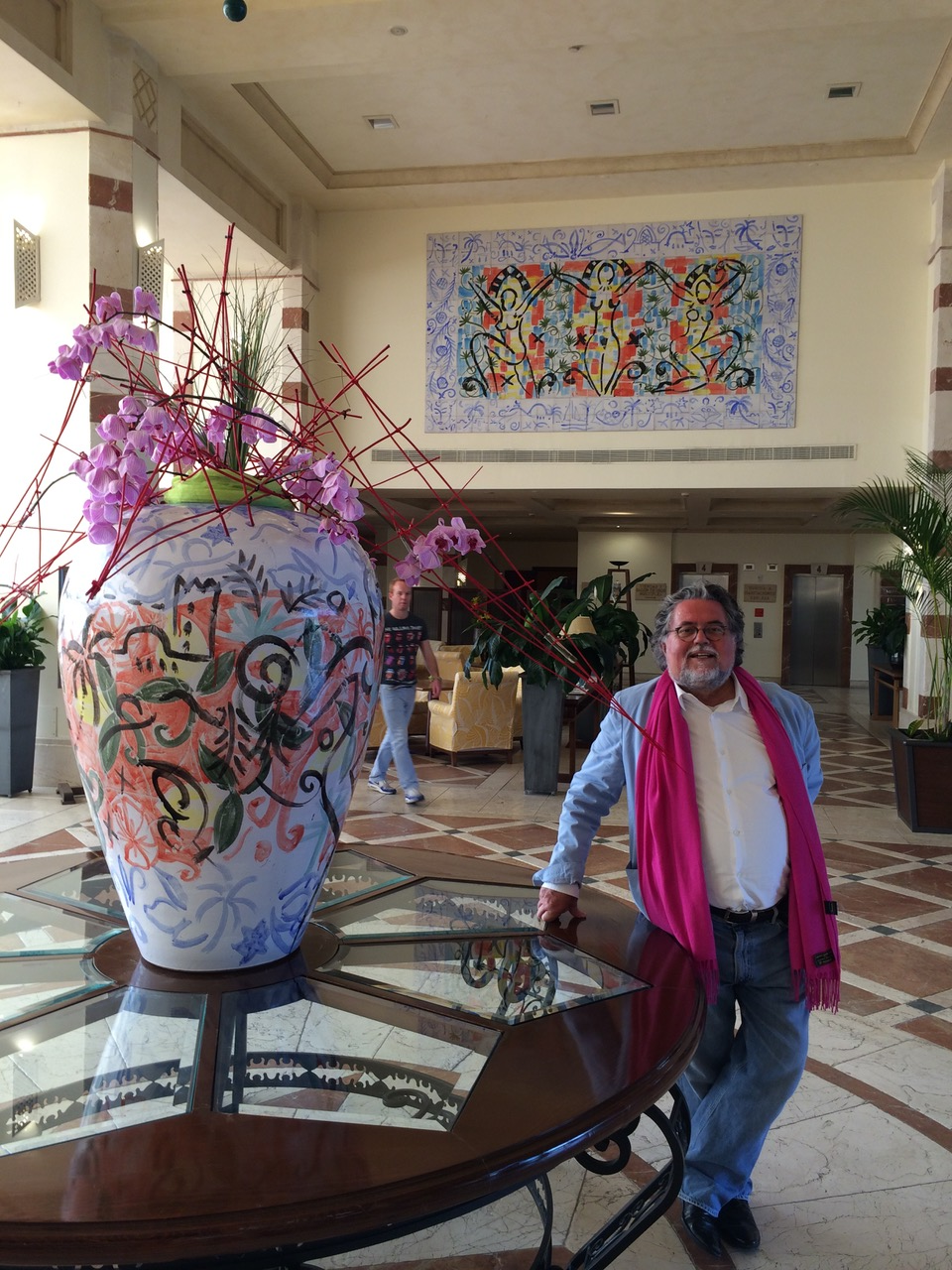
Stefan Szczesny en Kempinski Resort Estepona, Marbella

Desde el año 2011, Szczesny es el embajador de la marca del fabricante de automóviles Jaguar. De esta colaboración nacen varios proyectos de arte, como en 2011, la exposición itinerante «Las esculturas de sombras de Szczesny» en Saint Moritz, en la Isla de Sylt y en Saint-Tropez; y en 2012 una exposición de lienzos, de cerámicas y de esculturas en el «Palmengarten» de Fráncfort.

### 2014: Exposición en el Palacio de los papas de Aviñón
En el 2014, el Palacio de los papas de Aviñón presenta la obra de Szczesny en una retrospectiva organizada por Frédéric Ballester, director del centro de arte «La Malmaison» en Cannes. Este evento concretiza algo que deseaba Szczesny: exponer en este lugar que data de los años 1970, época en la que el mismo Picasso expone allí sus obras. Szczesny dedica su escultura más grande hasta el día de hoy a la retrospectiva, una construcción de acero pulido de 6,5 m de alto: «el árbol de la vida».

### 2017: Retrospectiva de esculturas en laciudadela de Saint-Tropez
Szczesny realizó esta gran exposición retrospectiva que contaba con más de 50 esculturas, invitado por la ciudad de Saint-Tropez.

### 2017: Retrospectiva de esculturas en la ciudadela de Saint-Tropez
Les Beaux-de-Provence invita a Szczesny a poner en escena sus obras del 1 de junio al 15 de octubre de 2019 en este lugar histórico; es así como expone en toda la ciudad, recortes de metal, esculturas de vidrio soplado, cerámicas, retratos en lienzo y pinturas en fotografías.

## Exposiciones individuales (selección)
- 1983 Villa Massimo, Roma
- 1984 Metamorfosis, gliptoteca y colección de antigüedades, Múnich
- 1986 Rheinisches Landesmuseum, Bonn
- 1997 Szczesny - Obras 1975-1996, Haus am Lützowplatz, Berlín
- 1997 Esculturas y cerámica, Badisches Landesmuseum, Karlsruhe
- 1998 Cuadros de la Costa Azul, Galería de arte de Emden
- 1998 La joie de vivre, Museo del Grabado Español, Contemporáneo, Marbella
- 1999 Cuadros de la Costa Azul, Museo de Arte Moderno en Passau, fundación Wörlen, Passau
- 1999 Szczesny – Vidrio y cerámica, Museo de cerámica, Mettlach
- 1999 Arte y arquitectura, Galería de Arquitectura Múnich, Múnich
- 2001 Painting meets Photography, Museo Villa Dessauer, Bamberg
- 2001 “Luxe, calme et volupté …ou la joie de vivre”, Musée La Malmaison, Cannes
- 2002 artrium, Ginebra
- 2003 Fiesta. Ein Fest für die Augen (Una fiesta para los ojos), Gustav-Lübcke-Museum, Hamm
- 2004 Bargemon, Mediterráneo, La Estética del Sur, Ses Voltes - Centre d’Exposicions, Palma de Mallorca
- 2007 Villa Aurelien, Fréjus
- 2007 Pintura sobre fotografía, esculturas de sombras, Cannes
- 2007 Szczesny, Ein Traum vom irdischen Paradies (Sueño de un paraíso terrenal) Isla Mainau
- 2008 Szczesny, Sternberg Lounge- Düsseldorf
- 2008 Szczesny, Ein Sommer am Tegernsee (Un verano en el lago Tegern) – Lago Tegern
- 2009 Szczesny, Esculturas de sombras en el Biltmore Hotel Coral Gables, Miami
- 2010 Szczesny, Esculturas de sombras en el Centro de convenciones de Palm Beach

## Proyectos arquitectónicos (selección)
- 1989 Mural de cerámica, colección Ebers, Krefeld
- 1990 1001 Nacht (1001 Noches), mural de cerámica, colección Veit, Mannheim
- 1993 Proyecto artístico Anse Chastanet, Santa Lucía, Las Antillas
- 1994 Flamberg Hotel Hoflöβnitz, Radebeul
- 1995 Proyecto artístico Hotel Voltaire, Potsdam (con Elvira Bach y Dieter Hacker)
- 1995/96 Proyecto artístico Lindencorso, Berlín
- 1998/99 Kempinski Art Project, decoración del hotel Kempinski Resort en Estepona, Costa del Sol, España
- 1999 Decoración de Villa Szanto, Saint Tropez
- 2000 The Living Planet (El planeta viviente), Expo 2000, Hannover
- 2002/2006 Proyecto artístico Villa Soleil /Terre Blance, Tourette

## Obras en colecciones públicas (selección)
- Casa Lenbach en Múnich
- Galería de arte en Emden
- Galería de arte en Bremen
- Galería de arte en Mannheim
- Galería de arte en Kiel
- Museo Linz
- Stadtgalerie für Moderne Kunst München (Galería de Arte Moderno), Múnich
- Rheinisches Landesmuseum Bonn, Bonn